# Ratchet & Clank (spelserie)
Ratchet & Clank är en serie actionspel. Franchisen skapades och utvecklades av Insomniac Games och utgavs av Sony Computer Entertainment för många olika PlayStation konsoler, såsom PlayStation 2, PlayStation 3 och Playstation 4 med undantag av Size Matters och Secret Agent Clank, som har utvecklats av High Impact Games för PlayStation Portable. Varje spel i serien har bara släppts för Sony plattformar och immaterialrätten ägs av Sony Computer Entertainment. En animerad långfilm anpassning baserad på spelet med samma namn från 2016, producerad av Rainmaker Entertainment och Blockade Entertainment och distribuerad av Focus Features och Gramercy Pictures släppas på bio i april 2016 tillsammans med spelet.
Spelen äger rum i en science fiction miljö och följer äventyraren Ratchet (en katt-liknande karaktär känd som en Lombax) som är en mekaniker och Clank (en diminutiv, kännande robot) när de färdas genom universum samt räddar den från onda krafter på regelbunden basis. Serien är känd för dess införande av många exotiska, unika vapen och prylar, ett koncept som Insomniac Games har också expanderat till deras andra spel.

## Varelser

### Lombax
Lombax är en rymdvarelseart som lever i yttre rymden. Lombaxer är närbesläktade med lokatter men har längre öron och svansar. Ratchet är en lombax.
Ratchet tror att han är den sista lombaxen i universum. Lombaxer lever på en planet vid namnet Veldin.

## Spelfigurer

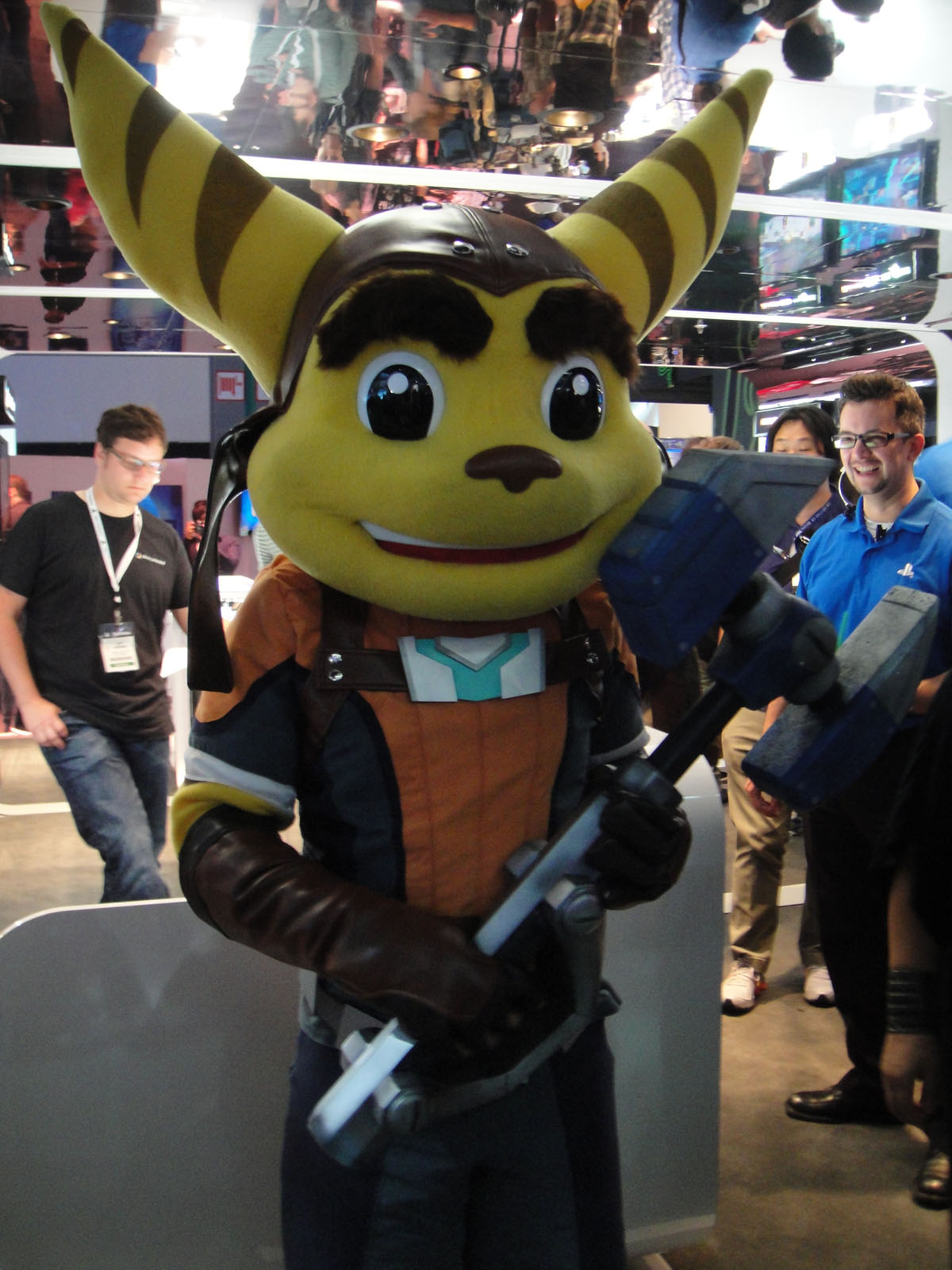
Ratchetkostym från E3 2011.

### Ratchet
Ratchet är en impulsiv, skiftnyckelsvingande mekaniker från planeten Veldin, som ligger i utkanten av den avlägsna galaxen Solana. Han är en ung Lombax som förr troddes vara den sista lombaxen i universum, och han har aldrig vetat mycket om sitt ursprung. Hans enda familj och bästa vän är Clank, en liten robot som har funnits vid hans sida genom otaliga äventyr runt om i universum. I spelen styr man Ratchet nästan hela tiden, dock är man ibland Clank.

### Clank
Clank är Ratchets kompanjon sedan länge och hans logiska bästa vän. Han föddes på en robotfabrik på planeten Quartu, men skapades ursprungligen som arvtagare till Den Stora Klockan, en tidsbestämmande relik vid universums mitt, som avslöjas i Ratchet & Clank: A Crack in Time. Istället bestämde han sig för att vara vid sin vän Ratchets sida och dela hans äventyr.

### Kapten Qwark
Copernicus Leslie Qwark har varit många olika saker i sina dagar. Han har varit en superhjälte, en vanlig hjälte, en skådespelare, en talesperson och till och med en skurk. Hans vilja att ständigt förändras kommer från hans ego och vilja att hela tiden stå i centrum.

### Dr. Nefarious
Doktor Nefarious är en galen robotforskare som hatar livsformer av kött och blod. Han är också ärkefiende till Ratchet, Clank och kapten Qwark. Nefarious var huvudskurken i Ratchet & Clank 3, där han planerade att förvandla alla organismer till robotar. Han besegrades till slut av Ratchet och Clank, men överlevde. Han dök sedan ofta upp i senare spel och kom så småningom tillbaka som ärkefiende i Ratchet & Clank: A Crack in Time. Där försökte han ta kontroll över tiden själv och ändra på historien. Han besegrades återigen av Ratchet och Clank, men räddades av sin tjänare Lawrence och försvann till hemlig ort. I början av spelet planerar Nefarious att slutgiltigt besegra fienden genom att släppa lös en ljusätande Z'Grute-monster i staden Luminopolis i Ratchet & Clank: All 4 One.

### Courtney Gears
Courtney Gears är en återkommande karaktär i spelserien. I Ratchet & Clank 3 framför hon låten Death to Squishies (Död åt mjukisar). Hon jobbar på "Annihaliaton Nation" och åt den onde Dr. Nefarious.

### Ordförande Drek
Ordförande Drek är en karaktär som finns med i Ratchet & Clank. Han vill spränga alla planeter i galaxen och bygga en egen planet av de bästa bitarna. När Ratchet får veta det börjar han jaga Drek genom galaxen. Drek sätter då ut en efterlysning på Ratchet. Den som fångar Ratchet får fem miljoner bolts (bultar).

## Gameplay
Ratchet och Clank spelen är en blandning av plattforms-, action- och rollspel som presenteras i tredjepersonvy, med fokus på användningen av unika och ovanliga vapen samt prylar som Ratchet får under loppet av varje spel. Ratchet börjar varje spel med sin mångsidiga Omniwrench för närstridsattacker, men nya vapen görs tillgängliga genom att utföra uppdrag eller köpandet av dem genom en vapenleverantör. De flesta vapen har en begränsad mängd ammunition, som kräver att spelaren använder dem på ett effektivt sätt för att undvika få tomt magasin. Ammunition kan fyllas på från leverantörer eller genom att bryta lådor utspridda i de olika nivåerna. I de flesta senare spel kan vapnen uppgraderas genom både upprepad användning och genom att köpa vapenändringar. De olika vapnen i varje spel kan vara allt från arketypiska standardvapen såsom maskingevär eller prickskyttegevär till unika vapen såsom omvandlingspistoler och lock bärraketer. En typisk vapenuppsättning är en blandning av nya vapen från den aktuella titeln, och vapen som tidigare används från ett tidigare spel. När det gäller Ratchet & Clank 2: Locked and Loaded och Ratchet & Clank 3, kan vapen från det föregående spelet antingen köpas eller tillhandahållas genom uppladdningen av en spara-fil från det föregående spelet gratis och/eller ett reducerat pris.
Förutom vapen, får Ratchet många prylar med varierande användningsområden. Vissa prylar är nödvändiga för att resa genom vissa nivåer, såsom "Grind Boots" som låter Ratchet "grinda" på räcken, eller en Swingshot (portabel, återanvändbar änterhake) som tillåter honom att greppa ett mål och svinga över gap. Andra prylar kan användas i strid som ett sätt att distrahera fiender, och andra behövs för att låsa upp vissa dörrar och därmed fortsätta uppdrag; i dessa fall måste spelaren vanligtvis lösa ett pussel, Minispel, för att framgångsrikt använda gadgeten och låsa upp dörren.
Varje spel är uppdelat i en rad uppdrag som sker på många planeter, över hela galaxen. Medan de flesta mål måste slutföras i en viss ordning för att gå vidare, är den huvudsakliga berättelsen, andra syften, frivilliga, men kan leda till användbara belöningar. När spelaren har slutfört ett uppdrag på en planet, kan den vanligtvis återgå till en tidigare planet den har besökt för att försöka med uppdrag som inte kunde slutföras tidigare. Förutom att vissa minispel måste utföras som en del av den huvudsakliga berättelsen, men ytterligare valfria utmaningar kan göras för att tjäna större belöningar, vanligtvis i form av "bultar", den enhet av valuta som används i hela spelet. Det finns också uppdrag som fokuserar på Clank, ofta styra en uppsättning av mindre robotar som kallas "Gadgebots", att färdas genom områden som Ratchet inte kan.
Utöver de viktigaste speluppdragen, kan spelaren försöka hitta speciella stora bultar som normalt är dolda eller svåra att komma till, vilket kan användas för att uppgradera eller köpa kraftfulla vapen. Det finns också "Skill Points" spridda över hela spelet, som kräver att spelaren slutför en viss uppgift enbart styrt av namnet på Skill Point. Skill Points används för att låsa upp extra funktioner såsom koncept konstverk eller extra kläder för Ratchet. Varje spel (exklusive Quest for Booty och All 4 One) presenterar också en "Challenge Mode", tillgänglig efter att spelaren har slutfört den huvudsakliga berättelsen; i det här läget spelar spelaren spelet igen mot svårare fiender i utbyte mot en högre bultutbetalning eller mer kraftfulla vapenuppgraderingar.

## Spel

### Originalserien
- 2002 - Ratchet & Clank
- 2003 - Ratchet & Clank 2: Locked and Loaded
- 2004 - Ratchet and Clank 3
- 2005 - Ratchet: Gladiator
- 2007 - Ratchet & Clank: Size Matters

### Future-serien
- 2007 - Ratchet & Clank: Tools of Destruction
- 2008 - Ratchet & Clank: Quest for Booty
- 2009 - Ratchet & Clank: A Crack in Time
- 2013 - Ratchet & Clank: Nexus

### "Reimagining"
- 2016 - Ratchet & Clank

### Fortsättning
- 2021 - Ratchet & Clank: Rift Apart

### Spinoffs
- 2008 - Secret Agent Clank
- 2011 - Ratchet & Clank: All 4 One
- 2012 - Ratchet & Clank: QForce

#### Mobilspel
- 2005 - Ratchet & Clank: Going Mobile
- 2013 - Ratchet & Clank: Before the Nexus

### Samlingar
- 2012 - The Ratchet & Clank Trilogy